# Skelettmuskel
Als Skelettmuskeln bezeichnet man diejenigen Muskeln, die vor allem für die willkürlichen, aktiven Körperbewegungen zuständig sind, zum Beispiel die Bewegung von Armen und Beinen. Die Skelettmuskeln gehören wie die Herzmuskulatur zur quergestreiften Muskulatur. Abweichend findet man Muskeln dieses Typs ebenfalls in der Zunge, im Gesicht (Mimische Muskulatur), in den Muskeln des Kehlkopfes und in der Muskulatur des Zwerchfells, obwohl ihre Aufgabe nicht die Bewegung des Skeletts ist. Der Herzmuskel unterliegt, im Gegensatz zu den sonstigen quergestreiften Muskeln, nicht der willkürlichen Steuerung.
Die Skelettmuskeln kann man in rote und weiße Muskulatur unterteilen. Die rote Muskulatur, die ihre Rotfärbung einem höheren Gehalt an Muskelfasern mit oxidativer Energiegewinnung verdankt, ist eher für die ausdauernden Bewegungen zuständig (überwiegt also bei Ausdauersportlern). Die weiße Muskulatur kann schneller kontrahieren und stärkere Bewegungen ausführen (bildet also bei Kraftsportlern einen erheblichen Teil der Muskelmasse).
Die Skelettmuskeln sind über Sehnen oder Faszien am Skelett befestigt. Man unterscheidet Ursprung und Ansatz, dazwischen liegt der Muskelbauch.

## Aufbau

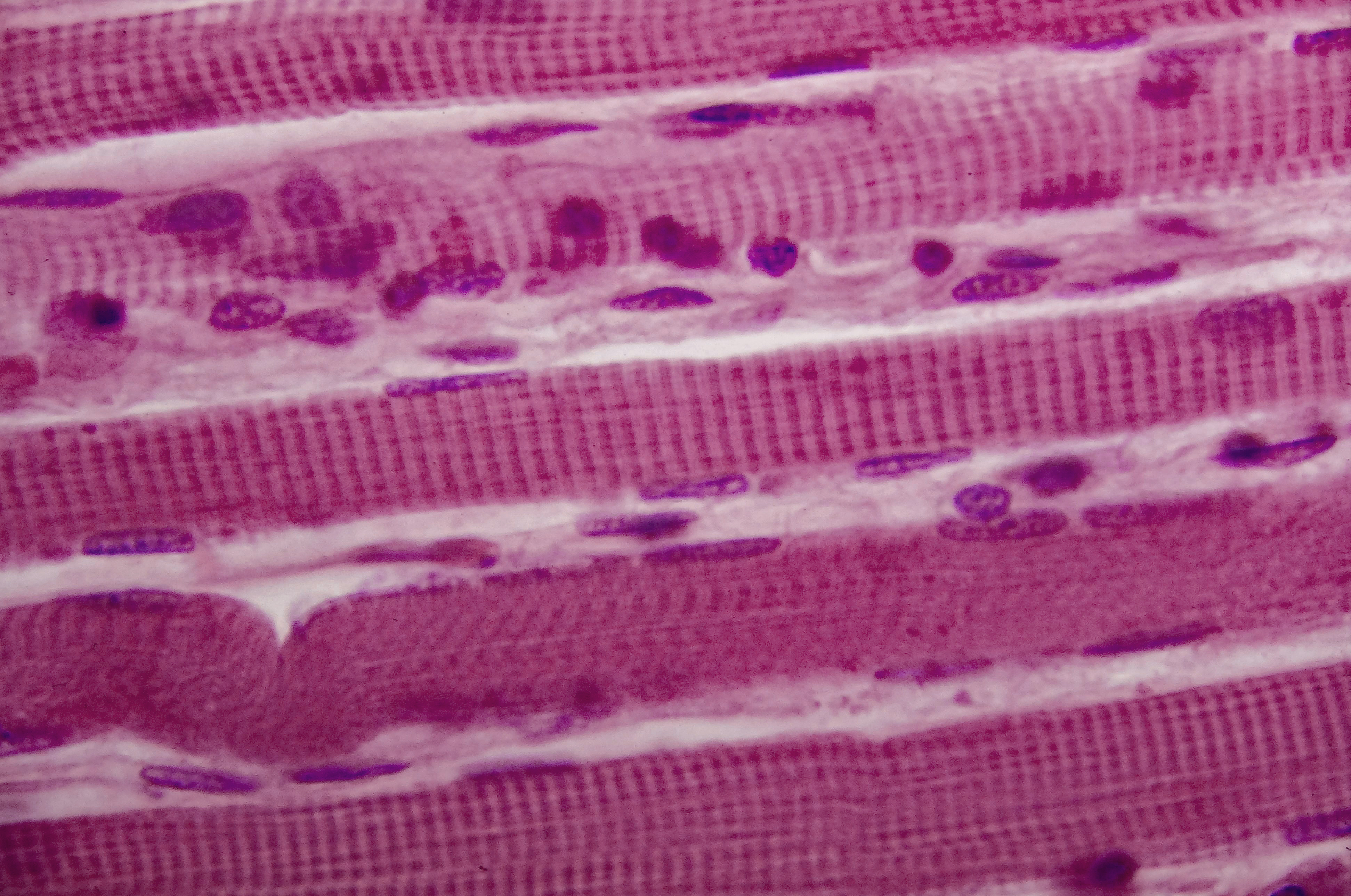
Lichtmikroskopisches Längsschnittbild quergestreifter Skelettmuskelfasern (Hämatoxylin-Eosinfärbung)

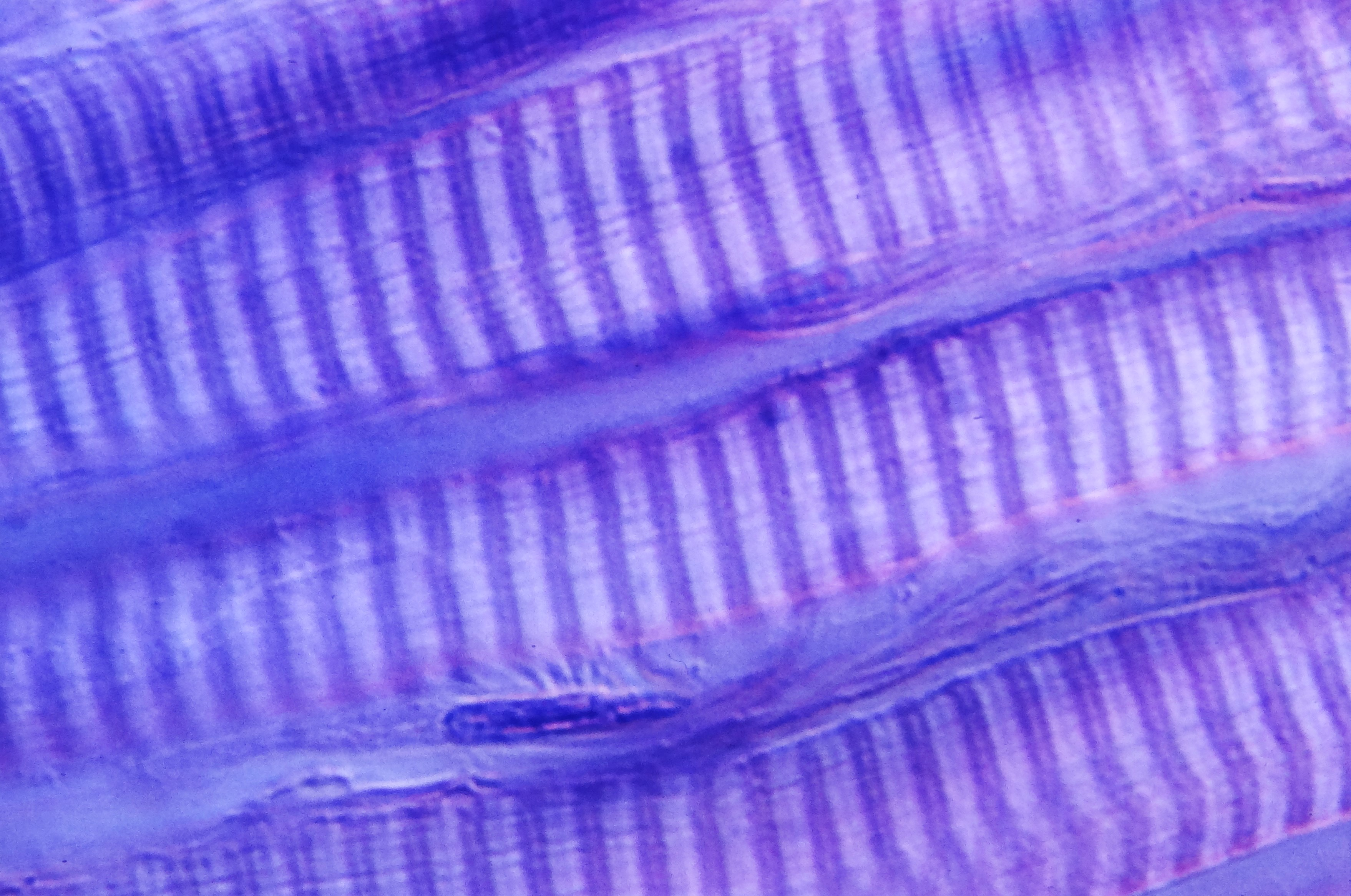
Lichtmikroskopischer Längsschnitt quergestreifter Muskelzellen. Bei hoher Auflösung sind die Sarkomere deutlich erkennbar (Hämatoxylin-Eosin-Färbung, Interferenzkontrast)

Ein Skelettmuskel besteht aus mehreren Muskelfaserbündeln, die jeweils aus einzelnen Muskelfasern bestehen, die bis zu 15 cm lang sein können (im Schneidermuskel des Oberschenkels sogar bis zu 30 oder gar 40 cm) und außen von Bindegewebe, der Faszie, umhüllt sind. Ein Skelettmuskel ist in seiner Gesamtheit von Bindegewebe umgeben (Epimysium), von dem sogenannte Septen in das Innere ziehen, und sowohl die einzelnen Muskelfasern umhüllen (Endomysium) als auch Gruppen von Muskelfasern zu Muskelfaserbündeln zusammenfassen (Perimysium).
Jede Muskelfaser ist aus Tausenden fadenförmiger Strukturen aufgebaut, den sogenannten Myofibrillen. Diese durchziehen nebeneinander die Muskelfaser der Länge nach und sind aus kleineren Einheiten aufgebaut, den Myofilamenten. In diesen Eiweißstrukturen verläuft die Muskelkontraktion durch gegenseitiges Ineinanderschieben. Die Anordnung der Myofilamente in den Sarkomeren bedingt die mikroskopisch sichtbare Querstreifung der Muskelfasern.
Zu unterscheiden von der Skelettmuskulatur ist die glatte Muskulatur, die für die unwillkürlichen Bewegungen des Magen-Darm-Traktes, die Erweiterung der Blutgefäße etc. zuständig ist.

## Einfluss auf das körperliche Wohlbefinden
Die Skelettmuskulatur kann über Botenstoffe das Immunsystem, den Fettstoffwechsel und die Entstehung von Diabetes mellitus beeinflussen.
|  |  |